# Drzazgowa Wola
Drzazgowa Wola est une localité polonaise de la gmina de Będków, située dans le powiat de Tomaszów Mazowiecki en voïvodie de Łódź.